# علي رضا بهلوي الأول
علي رضا بهلوي (بالفارسية: علیرضا پهلوی) (1 مارس 1922 - 17 أكتوبر 1954) هو أمير إيراني من السُلالة الپهلويَّة، كان الابن الثاني للشاه رضا پهلوي كما أنه الأخ الأصغر للشاه الإيراني الأخير مُحمَّد رضا پهلوي.